# Фошандора
Фошандора (итал. Fosciandora) је насеље у Италији у округу Лука, региону Тоскана.
Према процени из 2011. у насељу је живело 161 становника. Насеље се налази на надморској висини од 430 м.

## Становништво
Према резултатима пописа становништва 2011. у општини је живело 621 становника.
| 1936. | 1951. | 1961. | 1971. | 1981. | 1991. | 2001. | 2011. |
| ----- | ----- | ----- | ----- | ----- | ----- | ----- | ----- |
| 1.370 | 1.296 | 1.027 | 862   | 731   | 692   | 670   | 621   |